# Спиридонов, Евгений Кириллович
Евгений Кириллович Спиридонов — советский военный деятель, генерал-лейтенант.

## Биография
Родился в 1920 году в селе Соковнинка. Член КПСС.
С 1939 года — на хозяйственной, общественной и политической работе. В 1939—1980 гг. — красноармеец, участник Великой Отечественной войны, в составе 660-го стрелкового полка стрелковой дивизии Прибалтийского, а затем Западного фронтов, курсовой командир в Московском минометно-артиллерийское училище имени Красина, на инженерных и командных должностях на Государственном научно-исследовательском испытательном полигоне № 8 МО СССР в г. Капустин Яр, начальник этого полигона, заместитель начальника 4-го Главного управления Министерства обороны СССР, командир в\ч 03080 — начальник Государственного научно-исследовательского испытательного полигона № 10 МО СССР в городе Приозёрске (Казахская ССР).
Делегат XXV съезда КПСС.
Лауреат Государственной премии СССР.
Умер в 2009 г. в Москве.